# Ottosonderia
Genre
Classification phylogénétique
Ottosonderia L.Bolus est un genre de plante de la famille des Aizoaceae.
Ottosonderia L.Bolus, Notes Mesembr. 3: 292 (1958)
Type : Ottosonderia monticola (Sond.) L.Bolus (Mesembryanthemum monticolum Sond.)

## Liste des espèces
- Ottosonderia monticola (Sond.) L.Bolus
- Ottosonderia obtusa L.Bolus